# Hylophylax naevioides
Hylophylax naevioides là một loài chim trong họ Thamnophilidae.